# 효성티앤씨
효성티앤씨(주)(曉星-, 영어: Hyosung TNC)는 섬유, 무역등 분야의 사업을 다루는 대한민국의 섬유 제조 및 무역업체이다. 2024년 계열사인 효성화학으로부터 특수가스 사업부를 인수하는 것을 내부적으로 검토하고 있다.
스판덱스 브랜드 '크레오라(CREORA™)'와 지속가능 섬유 브랜드 '리젠(regen™)'을 통해 섬유 소재를 생산하고 있으며, 글로벌 무역 네트워크를 활용한 무역 사업도 진행하고 있다. 서울의 세빛섬 운영과 광주광역시의 광주냉동창고를 통한 물류 관리 및 서비스 사업을 수행하고 있다.

## 역사
- 1957년 효성물산(주) 설립 (대표이사 조홍제)
- 1962년 효성물산, 중고 소공동 112번지로 이전
- 1964년 효성, 한국나일론, 한일나일론 공동 출자로 동양카프로락탐주식회사 설립
- 1966년 동양나이론 주식회사 설립
- 1966년 동양나이론 울산공장 준공
- 1968년 동양나이론, 원사 첫 제품인 토프론(Toplon) 상표 출시
- 1970년 동양나이론, 한일나이론 합병
- 1973년 동양나이론, ㈜토프론 설립
- 1973년 동양나이론, 동양폴리에스터(주) 설립
- 1973년 동양나이론, 동양염공 ㈜ 출시
- 1977년 효성물산, 기업공개
- 1977년 효성물산, 본사 서울시 중구 서소문동 21-1 효성 제2빌딩으로 이전
- 1978년 동양나이론, ‘토프론 기술서비스 센터’ 개관
- 1978년 효성물산 출자, 효성정유(주) 설립
- 1979년 (주)토프론, 언양공장 준공식
- 1979년 효성물산, 본사를 중구 남대문로 4가 17-7 동성빌딩으로 이전
- 1979년 효성물산, 인천 요트공장에서 제1호 요트 진수
- 1982년 동양나이론 기술연구소, 섬유ㆍ수지 pilot동 준공
- 1982년 동양나이론 안양공장, 티타니아 공장 준공
- 1983년 (주)토프론, 동양나이론과 경영 통합
- 1984년 동양나이론, (주)토프론 흡수 합병, 직물사업부로 재발족
- 1987년 동양나이론, Nylon-66 수지 국산화 성공, 양산 체제 돌입
- 1990년 동양나이론, 스판덱스 사업 진출
- 1990년 수출 5억불 탑 수상
- 1993년 본사를 마포구 공덕동으로 이전
- 1997년 효성물산, 효성트랜스월드(주) 설립
- 1997년 스판덱스 공업화 성공
- 1998년 세계 최초 ‘나일론 필라멘트사’ 개발
- 1998년 (주)효성T&C, 효성물산(주), 효성중공업(주)와 합병으로 (주)효성으로 출범
- 1998년 세계 두 번째 0.3 데니어 마이크로 섬유 개발
- 2000년 국내 최초 나일론 방적사 개발
- 2003년 국내 최초로 에어백용 나일론 원사 개발
- 2007년 재활용 원사 ‘마이판 리젠’ 출시
- 2008년 폴리에스터 재활용 원사 ‘리젠’ 출시
- 2011년 세계 최대 규모 인공섬 한강 ‘세빛섬’ 개장
- 2018년 효성에서 물적분할하여 효성티앤씨 설립
- 2019년 생산기술센터 설립
- 2022년 세계 최초 바이오 원료 스판덱스 상용화 (regen Bio-Based)
- 2023년 효성티앤씨 브랜드 리뉴얼 및 섬유 통합브랜드 ‘CREORA,’ ‘regen’ 론칭

## 사명
1957년 2월 6일 효성물산㈜으로 설립되었고, 2018년 6월 효성그룹과 물적분할하면서 회사명을 효성티앤씨㈜로 변경했다.

## 경영진
- 조홍제 前 회장(1957년~1984년)
- 조석래 前 회장(1984년~2017년)
- 김규영 공동 대표이사, 前 부회장(2018년~2021년)
- 김용섭 공동 대표이사(2018년~2022년)
- 김치형 대표이사(2022~현재)

## 사업 분야
- 섬유 사업부문
  - CREORA™ (기능성 섬유)
    - 1992년 출시한 스판덱스 브랜드로, 전 세계 시장 점유율 1위를 기록하고 있다. 현재는 스판덱스 뿐만 아니라 기능성 나일론과 폴리에스터 제품까지 포괄하는 통합 브랜드로 운영되고 있다. 주요 제품은 다음과 같다:
      - 스판덱스(CREORA Spandex): CREORA 3D Max, CREORA Black, CREORA Color+, CREORA EasyFlex, CREORA Eco-Soft, CREORA Fresh, CREORA Highclo, CREORA PowerFit
      - 나일론(CREORA Nylon): CREORA Aua-x, CREORA Coolwave, CREORA Fine & Soft, CREORA Fit, CREORA Rexy, CREORA Robic, CREORA Robic-Air
      - 폴리에스터(CREORA Polyester): CREORA Aerocool, CREORA Aerogear, CREORA Aeroheat, CREORA Aeroligh, CREORA Aerosilver, CREORA Aerowarm, CREORA Askin, CREORA Cotna, CREORA Firex, CREORA Freshgear, CREORA M2, CREORA Prizma
      - CREORA Nylon Chip

  - regen™ (지속가능 섬유)
    - 리사이클링과 바이오 섬유를 생산하는 지속가능 브랜드다. 2007년 세계 최초로 폐어망을 원료로 한 나일론을, 2008년에는 국내 최초로 폐 페트병을 재활용한 폴리에스터 개발에 성공했다. 주요 제품은 다음과 같다:
      - 리사이클 섬유: Spandex, Nylon, Polyester, Ocean Nylon, Ocean Polyester
      - 바이오 섬유: BIO BDO, BIO Spandex
      - 스판덱스 (regen Spandex): regen Spandex
      - 나일론 (regen Nylon): regen Aua-X, regen Robic
      - 폴리에스터 (regen Polyester): regen Askin, regen Aerocool, regen Cotna, regen Aerowarm, regen Freshgear, regen Xanadu, regen Aerosilver, regen Aerolight, regen Aeroheat
      - 리젠 오션 (regen Ocean): regen Ocean Nylon, regen Ocean Polyeste
      - 리젠 바이오 (regen BIO): regen BIO BDO, regen BIO Spandex
      - regen Nylon Chip

    - 직물/염색
      - 일반의류/워크웨어/비의류/염색 사업
- 무역 사업부문
  - 철강: 포스코, 현대제철, KG 스틸, 동부제철 등의 제품을 수출한다. 열연코일, 선재, 냉연코일, 도금강판, 스테인레스 제품 등을 취급한다.
    - 철강 I : 열연코일, 선재, 냉연코일, 도금강판, 중 · 후판, 전기강판, 석도강판, 철강 원부자재, 철강재 가공설비 등.
    - 철강 II : 스테인레스 열연코일, 스테인레스 냉연코일, 스테인레스 선재, 후판, 봉강 · 형강, 철강 원부자재 등.
    - 화학: 석유화학제품, 정밀화학 제품, 광물자원 등을 수출입한다. 합성섬유 원료, 합성수지 제품, 정밀화학 제품, 광산용 화학제품 등을 취급한다.
      - 합성섬유 원료: TPA, PX, PET Chips, PSF, PIA
      - 합성수지 제품: PP, PE, ABS, PS, PVC 등
      - 정밀화학 제품: MDI, TDI, ECH, BPA, NPG, 질산, 초안 등
      - 광산용 화학제품 및 정광: 금정광/연정광/아연정광/동정광/안티모니정광, Sodium Cyanide, Zinc Dust
      - 기타: BIOFUELS (바이오디젤 및 바이오증유)의 원료, TiO2 등
- 세빛섬: 한강의 복합 문화 공간으로, 세계 최초의 플로팅 형태 건축물이다. 가빛, 채빛, 솔빛의 세 개 섬과 수상 무대공간 예빛으로 구성되어 있으며, F&B 시설과 수상 레저 시설을 운영하고 있다.
- 광주냉동창고: 수도권 물류거점 역할을 하는 도시형 냉동, 냉장창고다. ISO9001과 HACCP 인증을 보유하고 있다.

## 사업장
- 스판덱스 본사: 서울특별시 마포구 마포대로 119(공덕동)
- 스판덱스 구미공장: 경상북도 구미시 3공단2로 108(시미동)
- 스판덱스 대구영업소: 대구광역시 중구 국채보상로 488 601호(동산동, 섬유회관)
- 스판덱스 효성기술원: 경기도 안양시 동안구 시민대로 74(호계동)
- 나이론폴리에스터 본사: 서울특별시 마포구 마포대로 119(공덕동)
- 나이론폴리에스터 구미공장: 경상북도 구미시 3공단2로 108(시미동)
- 나이론폴리에스터 울산공장: 울산광역시 남구 납도로 30 (매암동)
- 직물/염색 본사: 서울특별시 마포구 마포대로 119(공덕동)
- 직물/염색 대구 공장: 대구광역시 달서구 성서공단로55길 45(장동)
- 무역 본사: 서울특별시 마포구 마포대로 119(공덕동)
- 광주냉동창고: 경기도 광주시 순암로 536-7(삼동)
- 세빛섬: 서울특별시 서초구 올림픽대로 2085-14 세빛섬
- 해외: 아시아, 유럽, 중동, 아프리카